# Stalinism

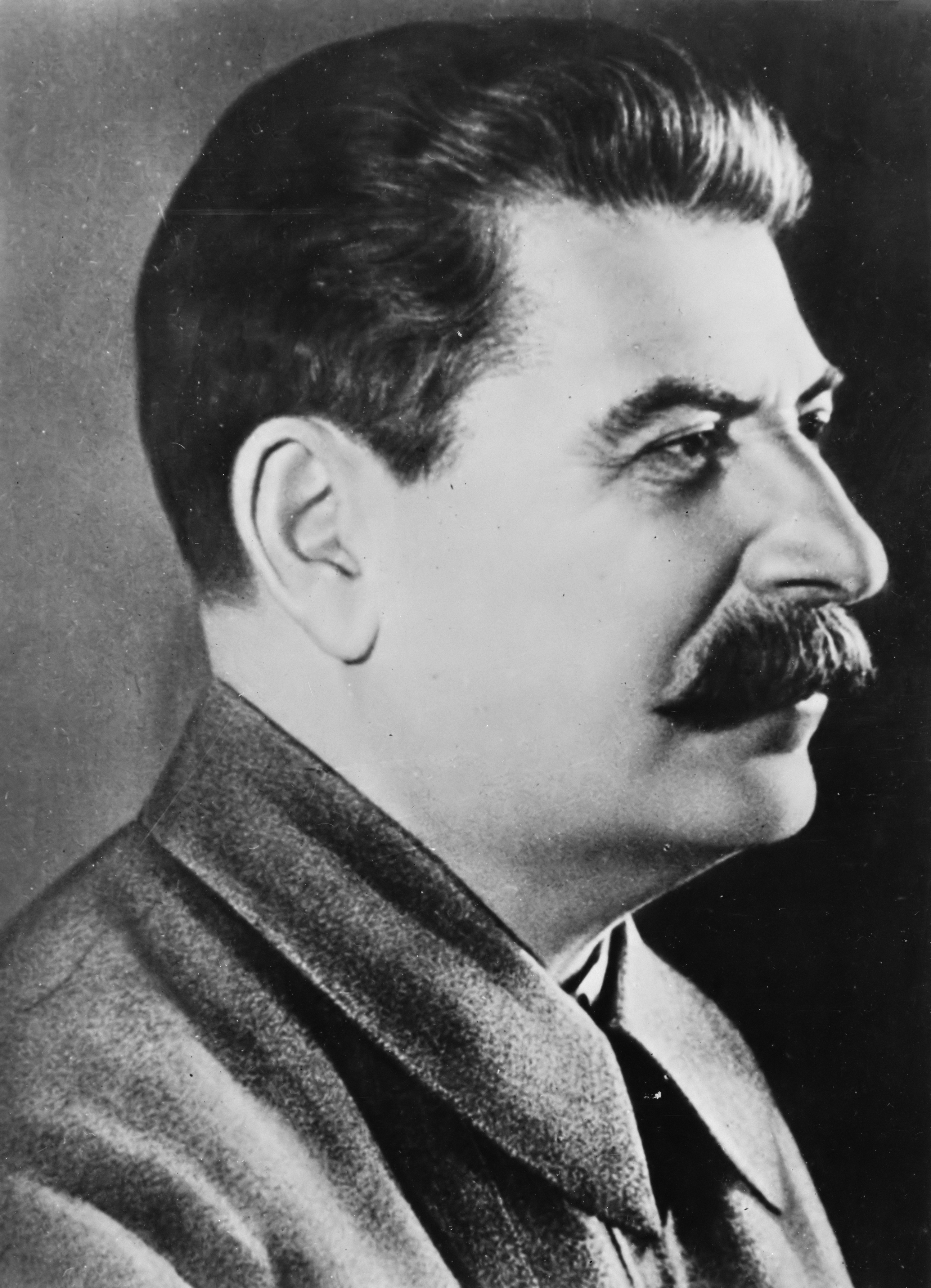
Iosif Vissarionovici Stalin

Stalinismul este o ideologie și un sistem politico-social și economic introdus de Iosif Vissarionovici Stalin în Uniunea Sovietică. Lev Troțki a descris acest sistem ca fiind totalitar și această caracterizare a ajuns să fie folosită în mod curent de criticii stalinismului.
Stalinismul este interpretarea lui Josif Visarionovici Stalin a doctrinei marxist-lenininste. Stalinismul nu este o doctrină marxistă ci este o doctrină marxianist-comunistă, stalinismul nu interpretează marxism-leninismul din punctul de vedere al lui Marx, Engels și Lenin ci strict din punctul de vedere al lui Stalin care a apreciat după propria opinie principiile marxism-leninismului pe care le-a brevetat după considerentul său. Stalinismul este o doctrină comunistă nu o doctrină marxistă spre deosebire de leninism care este interpretarea în general din punctul de vedere al lui Marx și Engels la aprecierea lui Lenin. Stalinismul este o variantă marxianistă a comunismului și se situează în Stânga Autoritară. Lev Troțki a criticat stalinismul afirmând despre doctrina lui Josif Stalin că este totalitaristă, termen utilizat în general de critici stalinismului. Astăzi chiar există critici care afirmă că stalinismul ar fi o ideologie apropiată de nazism, fapt total fals. Stalinismul se deosebește de nazism prin faptul că stalinismul este împotriva rasismului, xenofobiei și antisemitismului pe când nazismul le încurajează. Stalinismul se mai deosebește de nazism prin atitudinea anticapitalistă, antiimperialistă și antiburgheză, pe când nazismul se bazează în latura economică pe sistemul capitalist, el de altfel fiind susținut de burghezie și folosit în devafoarea pluarismului politic din societatea capitalist-liberală ca armă împotriva regimurilor de stânga (marxism, comunism etc.), stalinismul se mai deosebește de nazism prin faptul că stalinismul este creștin-ortodox spre deosebire de nazism care este promotor al curentelor ateiste și neopăgâne, aici cele două dovedindu-și apartenența pe axa ideologică, nazismul aparținând Dreptei iar stalinismul Stângii și desigur putem aduce în discuție și conflictul pe care nazismul și stalinismul l-au repurtat în Al Doilea Război Mondial în conflictul dintre Germania Nazistă și U.R.S.S.
Stalinismul se deosebește de marxism-leninism deși se inspiră din acesta prin faptul că este totalitar-autoritarist, și aparține Stângi Comuniste nu Stângi Marxiste deși se aseamănă în multe puncte de vedere putem observa la stalinism politicile antiavort, antihomosexuali dar și politicile național-colectiviste dar și legătura deosebită dintre acesta și ortodoxismul rusesc. Deși aceste principii le putem întâlni și la marxism-leninism în ciuda punctelor de vedere greșite în anumite situații pe care Marx, Engels și respectiv Lenin le-au avut,deci putem considera stalinismul o formă deosebită a comunismului formata prin adaptarea creștinismului ortodox la marxism-leninism.

## Politica economică stalinistă
Termenul de "stalinism" a fost prima oară folosit de troțkiștii care se opuneau regimului din Uniunea Sovietică. Troțkiștii afirmau ca URSS-ul stalinist nu era socialist, (și în mod sigur nu era comunist), ci un stat muncitoresc degenerat birocratizat – adică era un stat necapitalist, în care exploatarea era controlată de o castă conducătoare care, deși nu stăpânea mijloacele de producție și nu era o clasă socială adevărată, se bucura de beneficii și privilegii obținute pe spinarea clasei muncitoare. Stalinismul nu ar fi putut exista fără răsturnarea inițială a capitalismului în timpul Revoluției din Octombrie, dar este notabil că Stalin însuși nu a fost un element activ în această revoluție, fiind un avocat al colaborării cu guvernul provizoriu, mai degrabă decât al cuceririi puterii.
Transformând și folosindu-se de moștenirea lui Lenin, Stalin a extins sistemul administrativ centralizat din Uniunea Sovietică pe durata anilor douăzeci și treizeci. O serie de două planuri cincinale au dezvoltat masiv economia sovietică. Au apărut creșteri în multe sectoare, în mod special în producția de cărbune și de oțel. Societatea sovietică a fost adusă de la o situație de înapoiere de zeci de ani față de occident, la una de egalitate și asta în numai treizeci de ani, (cel puțin conform anumitor aprecieri statistice). Unii istorici economici apreciază azi ca a fost cea mai rapidă creștere economică atinsă vreodată
Datorită prestigiului și influenței revoluției ruse învingătoare, multe țări, de-a lungul secolului al XX-lea, au căutat o alternativă la sistemul economiei de piață și au urmat modelul politico-economic dezvoltat în URSS. Acestea au inclus atât regimuri revoluționare și cât și post-coloniale din lumea în curs de dezvoltare. După moartea lui Stalin în 1953, succesorul său, Nikita Hrușciov, a repudiat politicile lui, a condamnat cultul personalității lui Stalin în discursul secret la Congresul al XX-lea al partidului în 1956, și a inițiat destalinizarea și liberalizarea (în cadrul acelorași limite politice). Drept consecință, cea mai mare parte a partidelor comuniste din lume, care mai înainte aderaseră la stalinism, l-au abandonat și, în măsură mai mare sau mai mică, au adoptat poziția reformatoare moderată a lui Hrușciov. O excepție notabilă a fost Republica Populară Chineză care, sub conducerea lui Mao Zedong, a intrat în conflict cu „revizionismul” noii conduceri sovietice, ceea ce a dus la ruptura chino-sovietică din 1960. Mai târziu, China a urmat în mod independent ideologia maoistă. Albania a luat partea Partidului Comunist Chinez în ruptura chino-sovietică și a rămas atașată de stalinism pentru deceniile care au urmat, sub conducerea lui Enver Hoxha.
Unii istorici au trasat paralele între stalinism și politica țarului Petru cel Mare. Ambii conducători doreau cu disperare ca Rusia să ajungă din urmă țările vest-europene. Ambii au reușit să cucerească noi teritorii, transformând Rusia într-o putere conducătoare a Europei, chiar dacă pentru puțin timp. Alții îl compară pe Stalin cu Ivan cel Groaznic, cu politica de opresiune (opricinina) și de reducere a libertății oamenilor de rând.

## Articole înrudite
- Istoria Uniunii Sovietice
- Cultul personalității